# اچ‌ام‌اس ساپفیر (۱۹۰۴)
اچ‌ام‌اس ساپفیر (۱۹۰۴) (به انگلیسی: HMS Sapphire (1904)) یک کشتی بود که طول آن ۳۶۰ فوت (۱۱۰ متر) بود. این کشتی در سال ۱۹۰۴ ساخته شد.